# Kobern-Gondorf
Kobern-Gondorf é um município da Alemanha localizado no distrito de Mayen-Koblenz, estado da Renânia-Palatinado.
É membro e sede do Verbandsgemeinde de Untermosel.